# Посу-Дантас
Посу-Дантас (порт. Poço Dantas) — муниципалитет в Бразилии, входит в штат Параиба. Составная часть мезорегиона Сертан штата Параиба. Входит в экономико-статистический микрорегион Кажазейрас. Население составляет 4159 человек на 2006 год. Занимает площадь 97,249 км². Плотность населения — 42,8 чел./км².
Праздник города —  29 апреля.

## История
Город основан 29 апреля 1994 года. 

## Статистика
- Валовой внутренний продукт на 2003 год составляет 6 578 100,00 реалов (данные: Бразильский институт географии и статистики).
- Валовой внутренний продукт на душу населения на 2003 год составляет 1641,65 реалов (данные: Бразильский институт географии и статистики).
- Индекс развития человеческого потенциала на 2000 год составляет 0,517 (данные: Программа развития ООН).

## География
Климат местности: тропический.